# Dołgie (Drawsko Pomorskie)
Dołgie (deutsch Dolgen) ist ein Dorf in der polnischen Woiwodschaft Westpommern. Es gehört zur Gmina Drawsko Pomorskie (Gemeinde Dramburg) im Powiat Drawski (Dramburger Kreis).

## Geographie

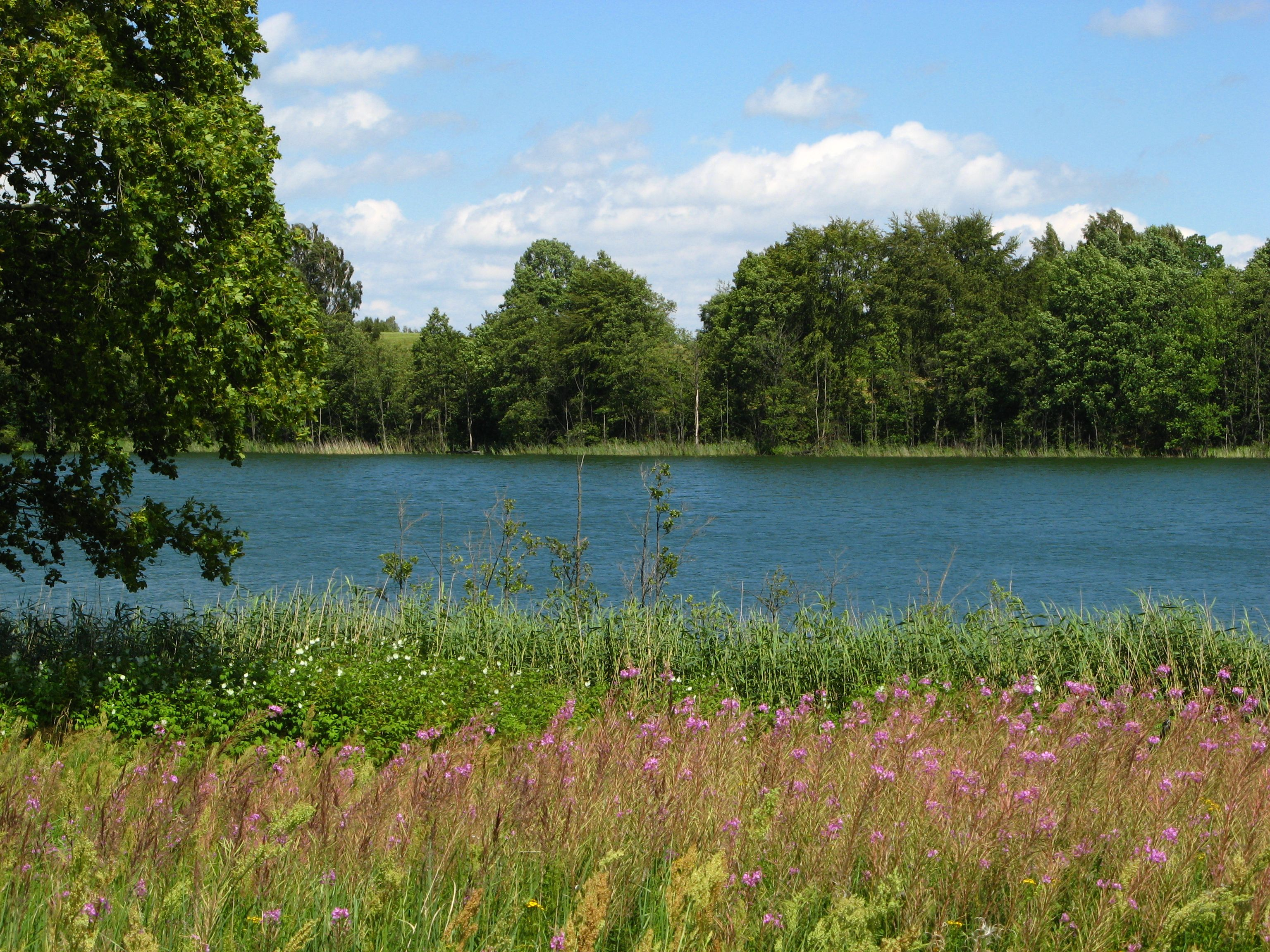
Am Ufer des Kammin-Sees (Jezioro Kamień), Ortsgebiet von Dolgen

Das Kirchdorf liegt in Hinterpommern, westlich vom Dolgensee (Jezioro Dołgie), etwa  12 km nördlich von Dramburg (Drawsko Pomorskie), nahe der Chaussee (Droga wojewódzka 173) nach Bad Polzin (Połczyn-Zdrój). Im Ortsgebiet befindet sich der Kammin-See (Jezioro Kamień).

## Geschichte
Dolgen gehörte um 1254 zum Schivelbeiner Bezirk Im Jahr 1337 gehörte Dolgen, gemeinsam mit den nördlichen Dörfern Born (Borne), Schilde (Żółte) und Sarranzig (Zarańsko) des Dramburger Kreises zur Vogtei Schivelbein. 1652 gab es einen Dorfkrug, in dem in Dramburg gebrautes Bier ausgeschenkt wurde. Das Gut und das Dorf Dolgen befanden sich 1484 im Besitz des Geschlechts von Born. Um 1835 zählten die Vorwerke Charlottenhof (Grzybno), Elisenhof und Morgenland (Jutrosin) zu Dolgen. Zum Gut Dolgen zählte 1912/1913 ebenfalls das Vorwerk Sabinenhof (Węglin).
Am 1. April 1927 hatte das Rittergut Dolgen eine Fläche von 137 Hektar, und am 16. Juni 1925 hatte der Gutsbezirk  210 Einwohner. Der Gutsbezirk Dolgen wurde am 30. September 1928 in die Landgemeinde Born eingegliedert.
Die Gemarkung der Landgemeinde Dolgen hatte um 1930 eine Fläche von 14,9 km². Im Gemeindegebiet standen insgesamt 64 bewohnte Wohnhäuser an zwei verschiedenen Wohnstätten:
- Dolgen
- Sabinenhof

Im Jahr 1945 gehörte das Dorf Dolgen zum Kreis Dramburg im Regierungsbezirk Köslin der preußischen Provinz Pommern des Deutschen Reichs. Dolgen war Sitz des Amtsbezirks Dolgen.
Gegen Ende des Zweiten Weltkriegs wurde das Dorf am 5. März 1945 von dem an der Seite der Roten Armee kämpfenden 2. und 3. Infanterieregiment der polnischen 1. Infanteriedivision besetzt. Nach Beendigung der Kampfhandlungen wurde Dolgen zusammen mit ganz Hinterpommern seitens der sowjetischen Besatzungsmacht der Volksrepublik Polen zur Verwaltung überlassen. Danach begann die Zuwanderung polnischer Zivilisten. Das Dorf Dolgen wurde  unter der polonisierten Ortsbezeichnung ‚Dołgie‘ verwaltet. In der Folgezeit wurde die einheimische Bevölkerung von der polnischen Administration aus Dolgen und dem Kreisgebiet vertrieben.

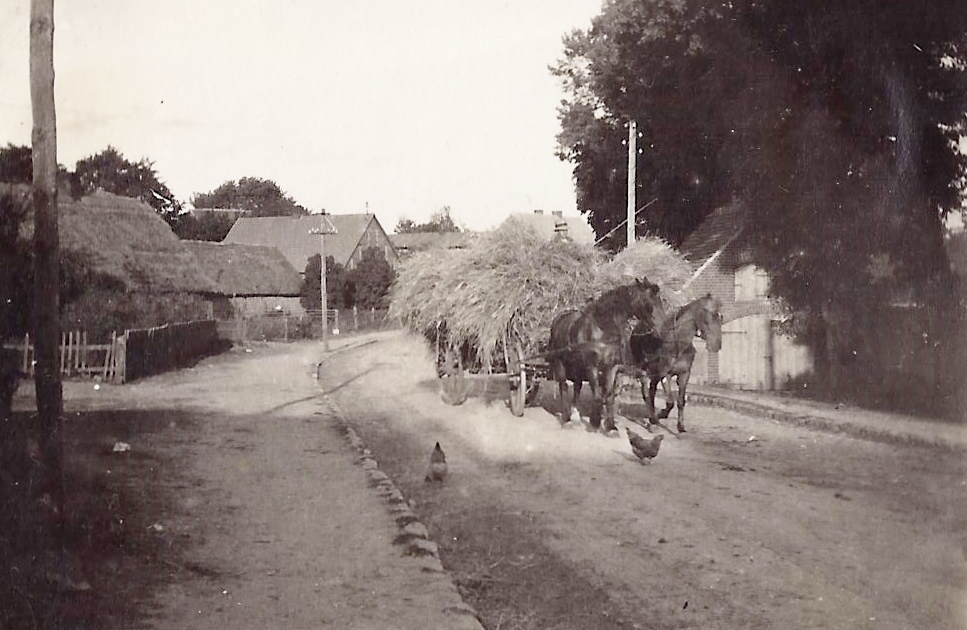
Pferdefuhrwerk im Jahr 1930 auf der Dorfstraße in Dolgen

Das Dorf wurde bei Auflösung der Gmina Ostrowice (Gemeinde Wusterwitz) zum 1. Januar 2019 der Gmina Drawsko Pomorskie (Gemeinde Dramburg) zugeteilt.

### Demographie
| Jahr | Einwohner | Anmerkungen                                                                                             |
| ---- | --------- | --- |
| 1801 | 211       | Dorf und Gut mit 22 Feuerstellen (Haushaltungen), Besitz des Landrats von Wedel in Pommern              |
| 1818 | 232       | Kirchdorf, adlige Besitzung                                                                             |
| 1825 | 250       | Dorf mit dem Vorwerk Sabinenhof und einer Mutterkirche                                                  |
| 1852 | 414       | Dorf |
| 1864 | 450       | am 3. Dezember, davon 245 im Gemeindebezirk und 205 Gutsbezirkdavon                                     |
| 1867 | 459       | am 3. Dezember, davon 249 im Dorf und 210 im Gutsbezirk                                                 |
| 1871 | 489       | am 1. Dezember, davon 212 im Dorf (sämtlich Evangelische) und 267 im Gutsbezirk (sämtlich Evangelische) |
| 1885 | 452       | am 1. Dezember, davon 215 im Dorf (sämtlich Evangelische) und 237 im Gutsbezirk (sämtlich Evangelische) |
| 1890 | 464       | am 1. Dezember, davon 239 im Gemeindebezirk und 225 im Gutsbezirk                                       |
| 1910 | 434       | am 1. Dezember, davon 191 im Dorf und 243 im Gutsbezirk                                                 |
| 1925 | 453       | davon 449 Evangelische und vier Katholiken                                                              |
| 1933 | 416       | [ 18 ]                                                                                                  |
| 1939 | 384       | [ 18 ]                                                                                                  |

| Jahr      | 2008 | 2011 |
| --------- | ---- | ---- |
| Einwohner | 144  | 181  |

## Kultur und Sehenswürdigkeiten
Im Jahr 1878 wurden in Dolgen Scherben entdeckt, die zu einem Urnenfriedhof der Lausitzer Kultur gehören. Die Ortslage von Dolgen war offenbar bereits in der Zeit von 700 bis 550 vor Christus besiedelt. Die Fundstücke werden in Nationalmuseum Stettin aufbewahrt.

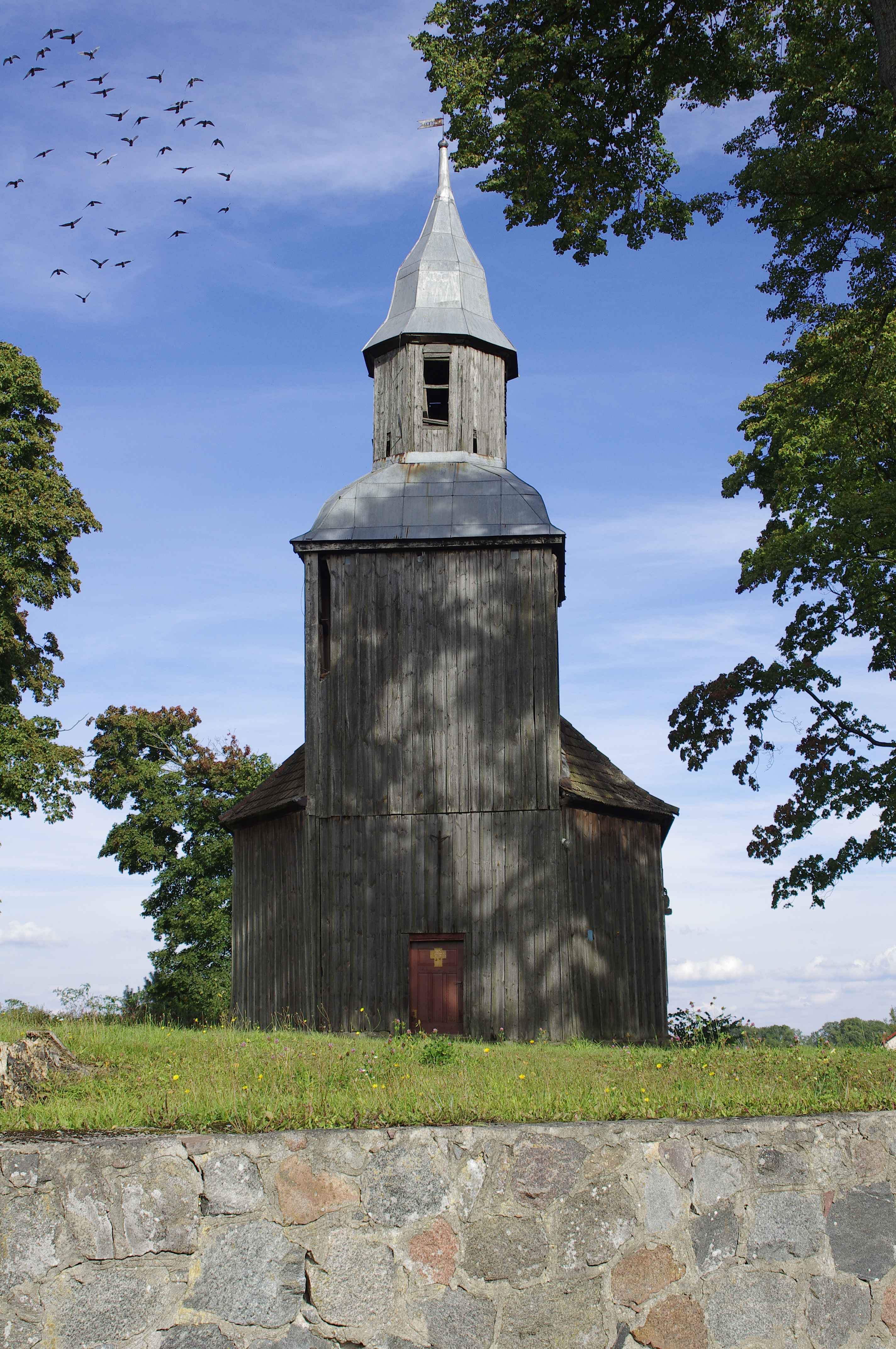
Fachwerkkirche von 1701, bis 1946 Gotteshaus der evangelischen Gemeinde Dolgen

Erwähnenswert ist die ehemals evangelische Kirche, die im 17. Jahrhundert erbaut wurde. Die Fachwerkkirche in Pfahl- und Rahmenbauweise wurde 1745 renoviert. Das Kirchenschiff ist auf einem länglichen achteckigen Grundriss gebaut. Das Fachwerk ist zurzeit verputzt. Ein vierseitiger Holzturm an der Vorderseite ist fast vollständig in das Kirchenschiff eingebettet. Der Turm ist mit einer achteckigen Zinnkuppel in Form eines umgekehrten Bechers gekrönt. Die Flagge auf der Turmspitze trägt das Datum 1701. Der barocke Hauptaltar stammt aus dem 18. Jahrhundert. Das neugotische Metallkruzifix stammt aus der zweiten Hälfte des 19. Jahrhunderts. Der Bau wurde 1946 von der katholischen Kirche übernommen und ist heute Johannes dem Täufer geweiht. Als historisches Gebäude steht die Kirche unter der Registriernummer 230 seit 1960 auf der Denkmalliste.